# 祇園町 (福岡市)
祇園町（ぎおんまち）は、福岡県福岡市博多区の地名。現行の行政地名は祇園町、丁目の設定がない単独町名であり、全域で住居表示を施行している。面積は114,630平方メートル (11.46 ha)。2023年3月末現在の人口は1,305人。郵便番号は812-0038。

## 地理

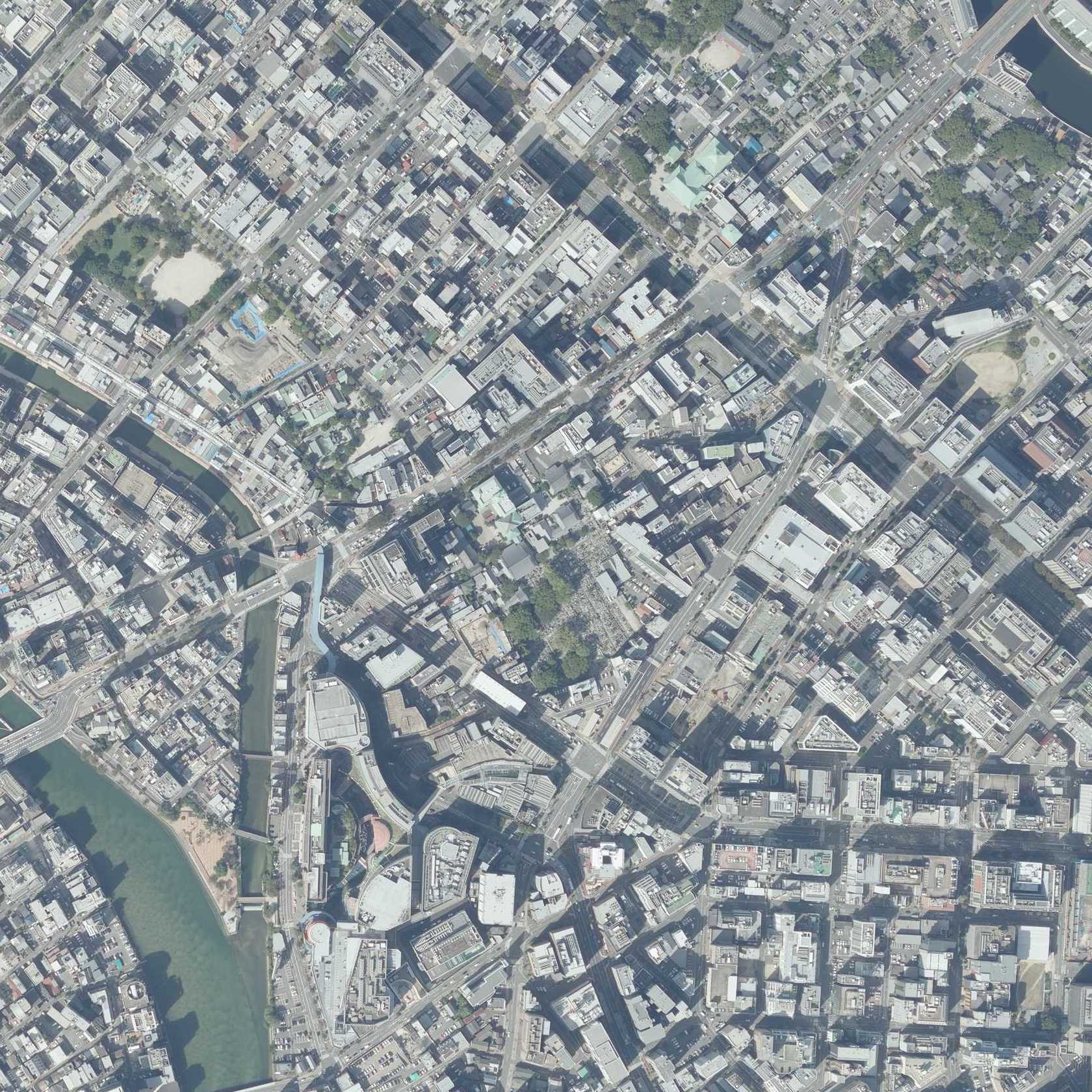
土地利用の状況

福岡市の都心とされる中央区天神の東約1.3キロメートル、博多区の北西側に位置する。北東で大博通りを挟んで御供所町（）と、南東で博多駅前と、南西で住吉と、北西で上川端町（）及び冷泉町（）と接している。大博通りや国体道路に面し、旧ユニード本店の所在地だった（現在はマックスバリュエクスプレス博多祇園店）ことや、キャナルシティ博多イーストビルがあることから、商業地として発展している。
かつては博多祇園山笠の流の一つ「岡流」を形成していたが、1966年（昭和41年）の町名町界整理事業により、旧櫛田流、旧呉服町流と共に旧西町流に合流して西流となった。追い山の際には櫛田神社を出て国体道路を通り、祇園町交差点から大博通りへ入るコースをとる。

### 河川
祇園町の西側に住吉一丁目の一部を介して次の河川が横断している。
- 博多川（二級河川、那珂川の支川[注釈 1]）

### 都市計画
祇園町の都市計画における位置づけについては、2012年（平成24年）12月21日に策定された『第9次福岡市基本計画』の「都市空間構想図」において、「都心部」に含まれている。都心部のなかでも特に天神・渡辺通地区、博多駅周辺地区、ウォーターフロント地区（博多ふ頭及び中央ふ頭）の3地区が都心部の核とされており、祇園町はこれらの地区の間に位置する。都市計画に関しては、「福岡市都市計画マスタープラン」において定められた方針については次のとおりである。祇園町は、中洲、川端などと合わせて福岡市の文化機能、商業機能が集積した「都市拠点」の南側に位置付けられるとともに、櫛田神社前駅を中心として利便施設が集まった「地下鉄七隈線駅周辺ゾーン」に位置付けられ、オープンスペースが確保された街並みの形成などがまちづくりの視点とされている。交通ネットワークとして都市の骨格となる国道202号の沿道や幹線道路である大博通りの沿道は、商業、業務、サービス施設や中高層住宅などが連続した「都市軸」や「沿道軸」に位置付けられている。土地利用については、全域が住宅を中心に都心機能を支援する業務施設、商業施設が共存する「複合市街地ゾーン」に位置付けられ、職住が調和した複合市街地づくりと良好な街並みの形成などがまちづくりの視点とされている。用途地域については、祇園町の町内全域が商業地域に指定されている。地区計画については、祇園町の西側約1.5ヘクタールの範囲が、隣接する住吉]一丁目（キャナルシティ博多）と一体となって都心部の複数の核を結ぶ回遊の結節点となるように、「祇園町地区地区計画」に定められ、商業、業務等の都市機能の強化を図るとともに、建築物の敷地内に歩行者通路、広場等の創出を図り、また、用途地域の規制に加えて、さらに建築物等に関する制限が加えられている。高度利用地区については、隣の住吉一丁目の一部と一体の祇園町の一部の約4.6ヘクタールの地区において1981年（昭和56年）10月8日に地区が指定されており、土地の合理的かつ健全な高度利用と都市機能の更新とを図るため、建築物の容積率の最高限度及び最低限度、建築物の建蔽率の最高限度、建築物の建築面積の最低限度並びに壁面の位置の制限が定められている。因みに、住吉一丁目の一部の側については同時に市街地再開発事業が施工されている。

## 歴史
町の裏路地にあった旧・「瓦町」は、黒田長政が筑前入りした際に、播磨から連れてきた瓦師たちを居住させたことから付いたといわれている。また、かつて黒田長政が鷹匠を居住させたことから「鷹匠町」または「鷹師町」と呼ばれていた。元禄時代以降、櫛田神社の祭神である祇園大神に因み、「祇園町」と呼ばれるようになったといわれている。
1889年（明治22年）に上祇園町と下祇園町に再編され、1966年（昭和41年）の町名町界整理事業により、祇園町となった。一部は上川端町・冷泉町・博多駅前一丁目から四丁目までに編入された。

### 町域の変遷
| 住居表示実施後 | 実施年月日          | 住居表示実施前（各大字の一部）                                           |
| -------------- | ------------------- | ------------------------------------------------------------------------ |
| 祇園町         | 1966年 （昭和41年） | 上祇園町・下祇園町・馬場新町・矢倉門町・瓦町・社家町・大字犬飼・大字春吉 |

※一部は上川端町・冷泉町・博多駅前一丁目から四丁目までに編入。

## 人口
祇園町の人口の推移を福岡市の住民基本台帳（公称町別）に基づき示す（単位：人）。集計時点は各年9月末現在である。
- 2001年（平成13年）：935
- 2002年（平成14年）：914
- 2003年（平成15年）：888
- 2004年（平成16年）：874
- 2005年（平成17年）：916
- 2006年（平成18年）：928
- 2007年（平成19年）：961
- 2008年（平成20年）：963
- 2009年（平成21年）：961
- 2010年（平成22年）：937
- 2011年（平成23年）：954
- 2012年（平成24年）：950
- 2013年（平成25年）：999
- 2014年（平成26年）：984
- 2015年（平成27年）：983
- 2016年（平成28年）：936
- 2017年（平成29年）：905
- 2018年（平成30年）：891
- 2019年（令和元年）：864
- 2020年（令和2年）：858
- 2021年（令和3年）：881
- 2022年（令和4年）：854

## 主な施設

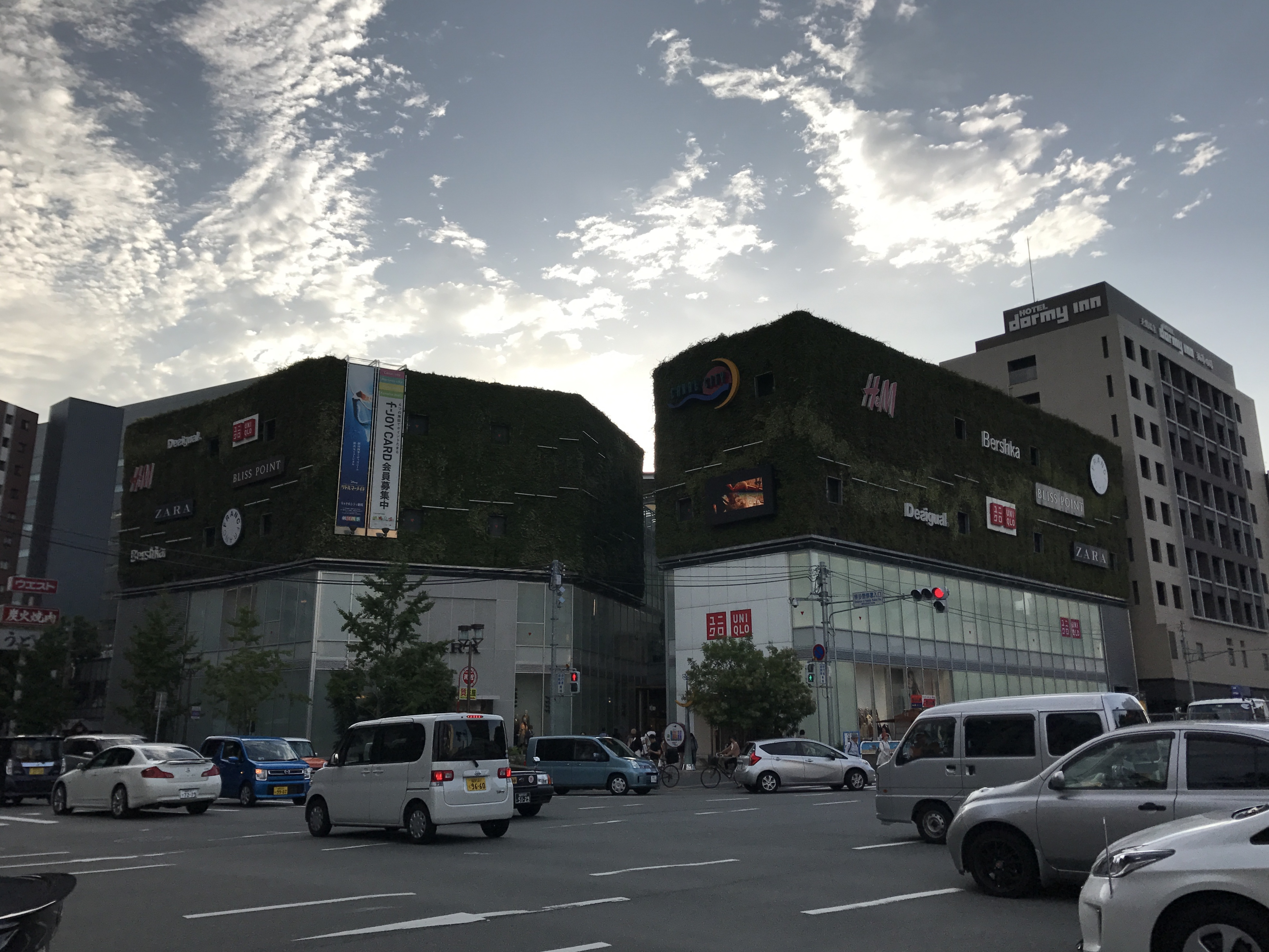
キャナルシティ博多イーストビル（2023年閉館）

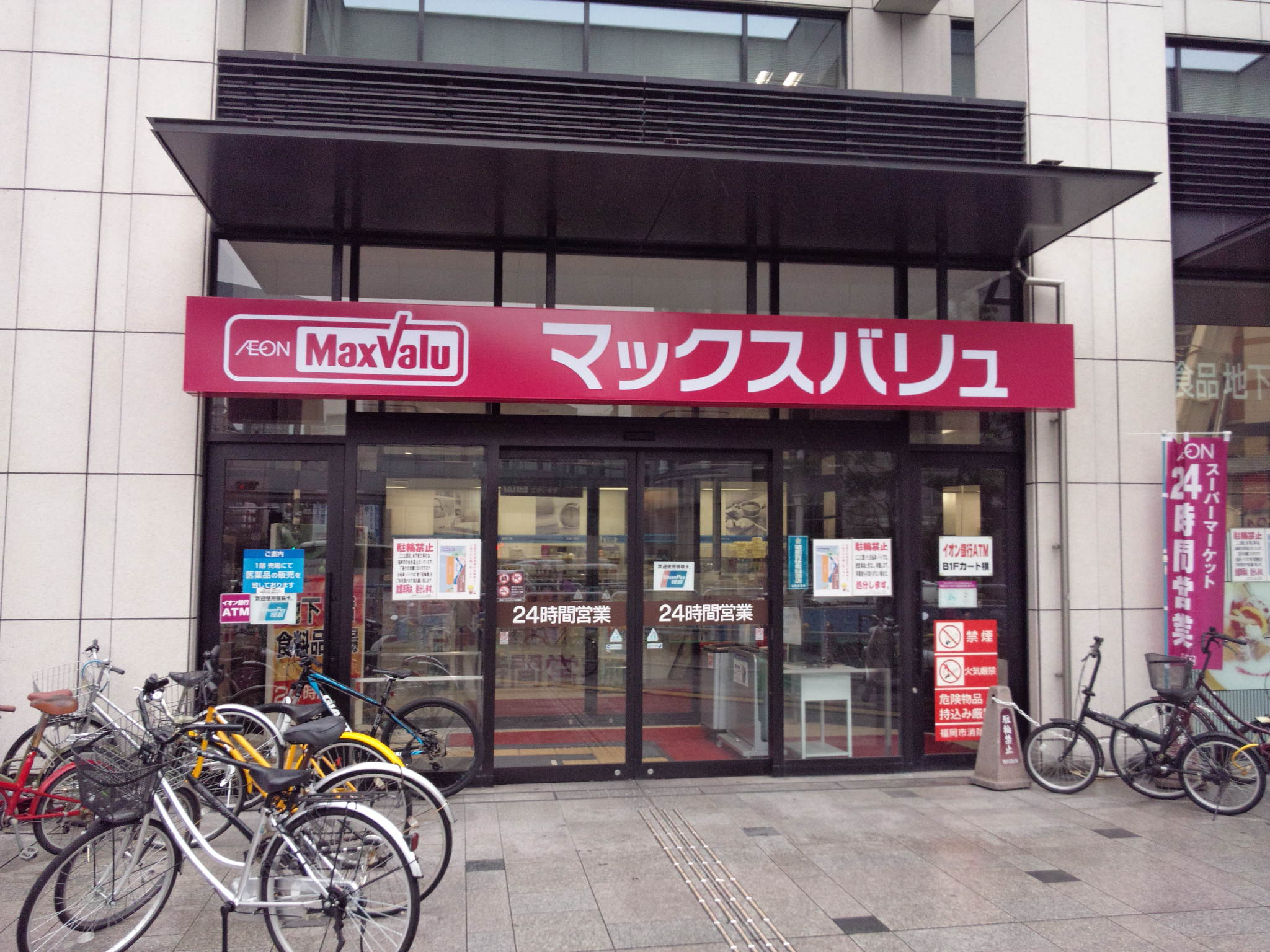
マックスバリュ博多祇園店（現・マックスバリュエクスプレス博多祇園店）

- キャナルシティ博多イーストビル（2023年閉館）
- マックスバリュエクスプレス博多祇園店（旧・渕上百貨店→ユニード本店→ダイエーグルメシティ博多祇園店→マックスバリュ博多祇園店）
- サッポロビール九州本部

## 名所・旧跡
- 萬行寺
- 善照寺
- 順正寺
- 下照姫神社

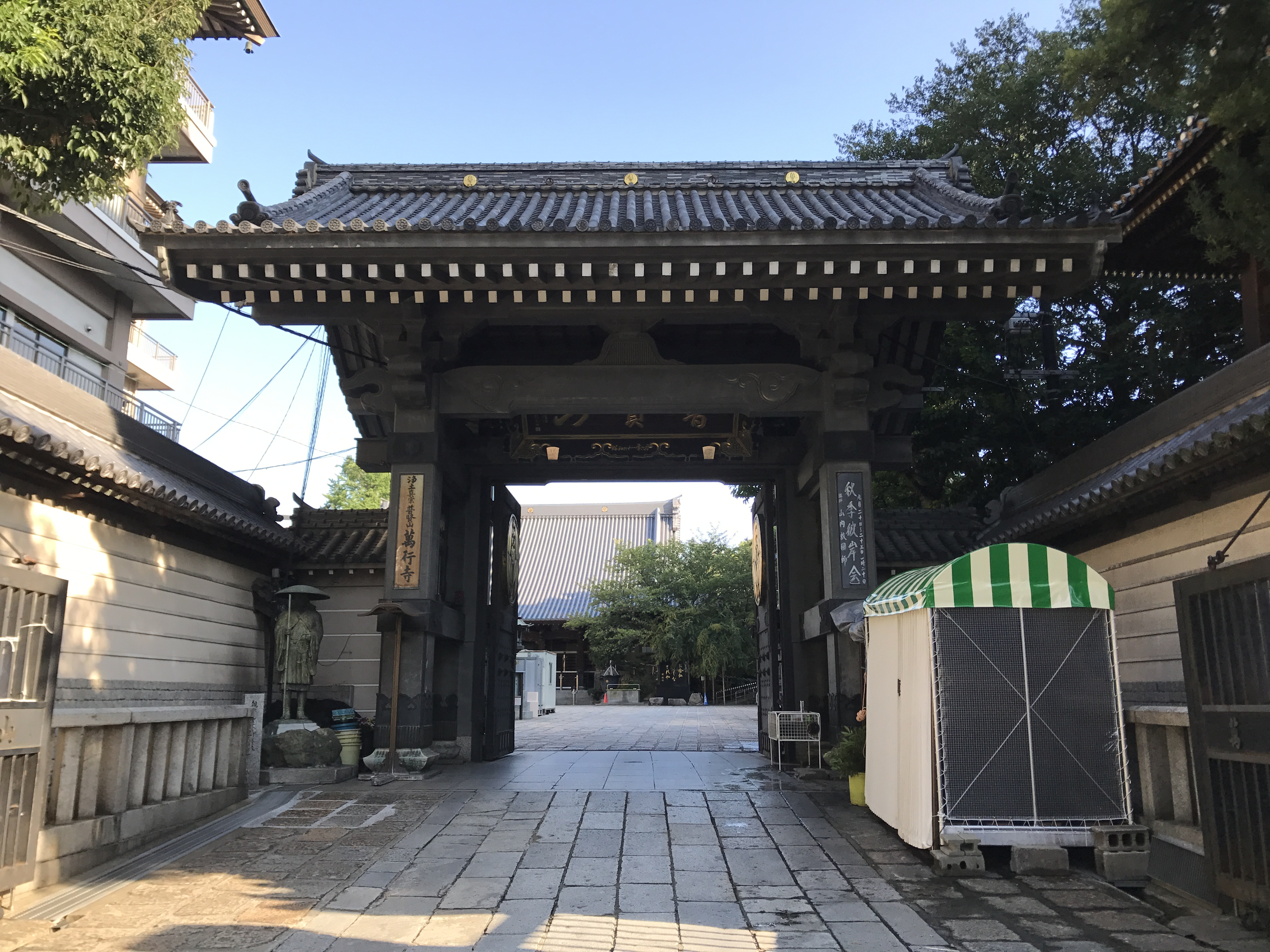
萬行寺の山門

- 博多遺跡群:町域一帯に広がる周知の埋蔵文化財包蔵地。

## 交通

### 道路
- 福岡県道43号博多停車場線（大博通り）
- 国道202号（福岡市道堅粕西新1号線、国体道路）
- 福岡市道御供所井尻3号線（祇園大通り）
- 福岡市道博多駅前線（はかた駅前通り）

### 鉄道
- 福岡市地下鉄空港線祇園駅

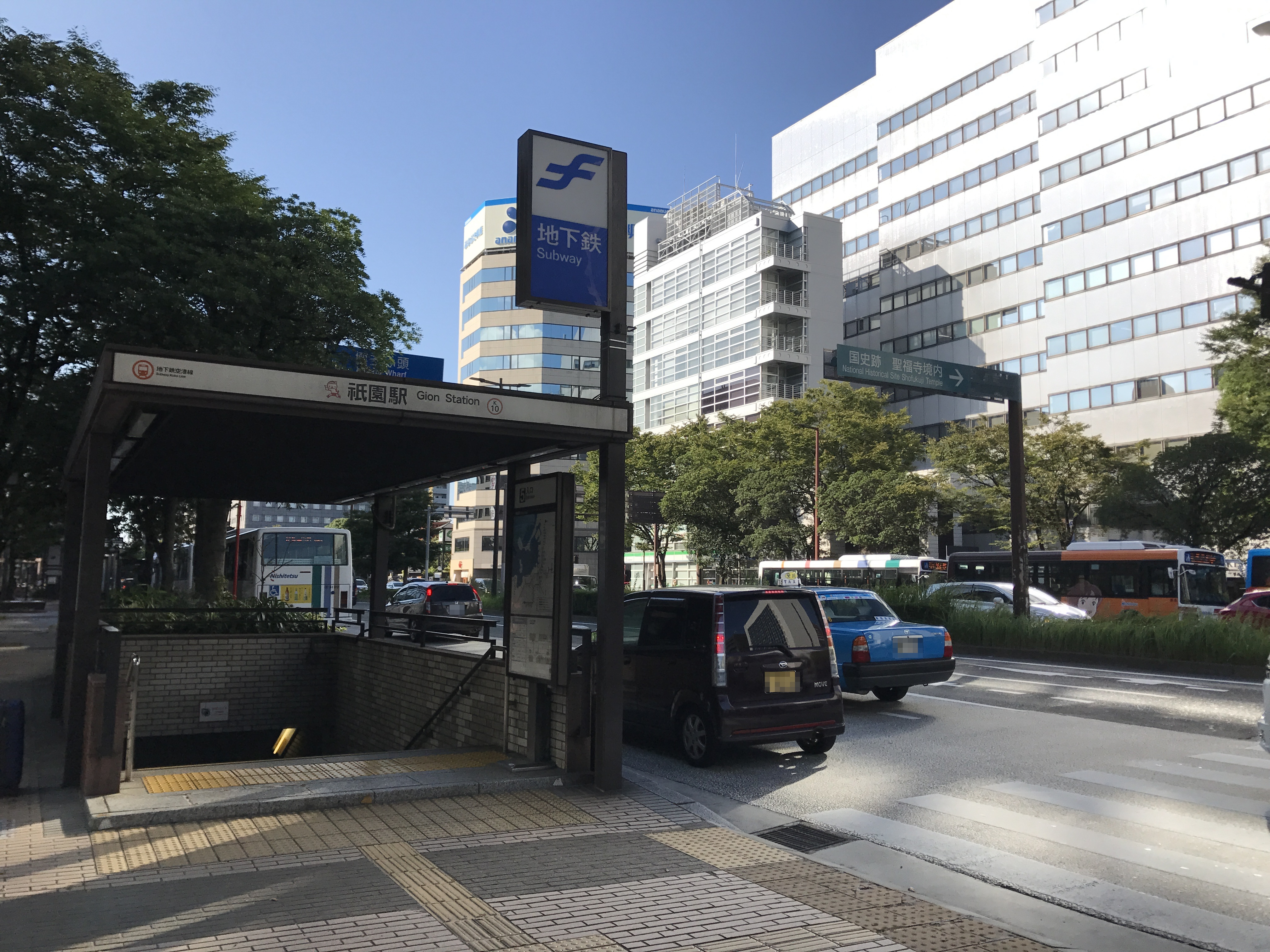
地下鉄祇園駅5番出入口

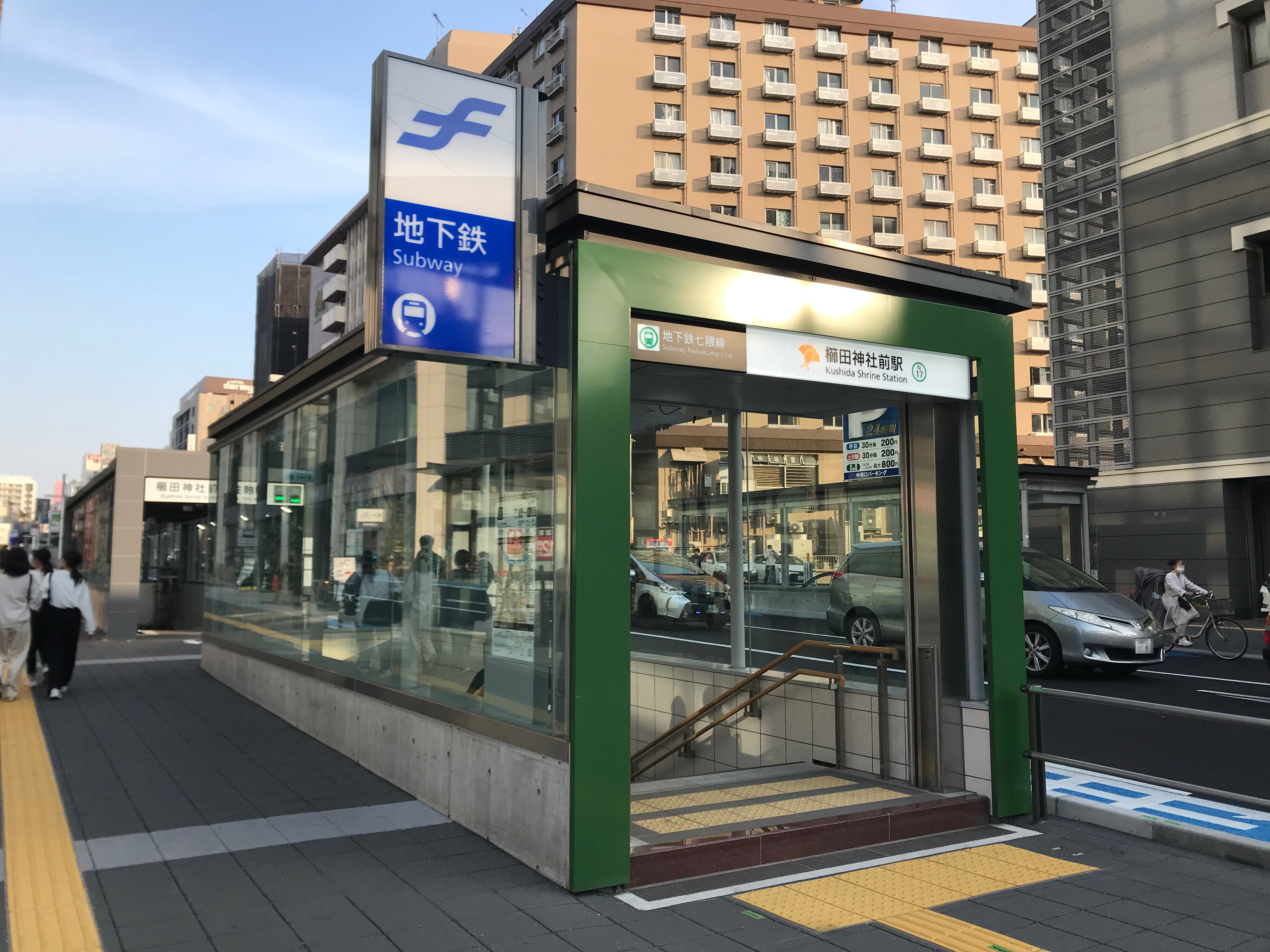
地下鉄櫛田神社前駅

- 福岡市地下鉄七隈線櫛田神社前駅[注釈 6]。

### バス
- 西鉄バス
  - 祇園町
  - キャナルシティ博多前
  - キャナルシティ博多前（櫛田神社前駅）

- JR九州バス
  - 祇園町